# 康韋 (密蘇里州)
康韋（英語：Conway）是位於美國密蘇里州拉克利德縣的城市。

## 人口
根據2020年美國人口普查的數據，康韋的面積為4.75平方千米，當中陸地面積為4.72平方千米，而水域面積為0.03平方千米。當地共有人口729人，而人口密度為每平方千米153人。